# MAYURI
MAYURI（まゆり）は日本のテクノミュージシャン、DJ。METAMORPHOSE主宰者。

## 経歴
1980年代後期4年間をイギリスで過ごし、現在のクラブミュージックシーンに重大な影響を与えた一大ムーブメント、セカンド・サマー・オブ・ラブを実体験。
帰国後、1991年よりDJ活動を開始と同時にパーティオーナイズも手掛け、1992年からレイブシーンの草分け「ODYSSEY」を開始する。1996年には伊豆山中で3日間ノンストップのレイブを開催した。
その後はリキッドルームのDETOX他、数々の人気パーティ、イベントを手掛けたのち、2000年から2012年まで毎年2万人を以上を動員した野外音楽フェスティバル「METAMORPHOSE」を主催した。METAMORPHOSEは、2013年以降休止したのち2023年に御殿場遊RUNパーク玉穂で11年降りに開催した。 
DJとしては、ハードテクノパーティ「REBOOT」のレジデンツを始め国内外の多数のパーティでプレイしている。テクノのスタイルに加え、テックハウス等のセットもプレイする。
現在はインドネシア・バリ島在住。

## ディスコグラフィー
- COUNTERCURRENT EP （2008年）※Mayuri & Salmon名義
- LAUREL EP （1999年）※RED SCORPION 名義
- GLASS CUTTER EP （1998年）※RED SCORPION 名義

## ミックスCD
- METAMORPHOSE 08 PRESENTS "CB SESSION MAYURI MIX（2008年）
- MUSA MAYURI MIX（2007年）
- Reboot #002 -Mixed By Dj Mayuri （2003年）